# 关节囊
關節囊（joint capsule，articular capsule）是解剖學上包圍滑液關節的一個構造，包含兩層，外有纖維膜（fibrous membrane），內有滑液膜（synovial membrane）。

## 膜層
每個關節囊包含內外兩層：
- 纖維膜：在外層，由白色不規則密集結締組織組成，整體看是一塊長型的海綿狀組織，附著並圍繞關節附近的骨骼。無血管，富含與相鄰肌肉共用的神經。
- 滑液膜：又称滑膜，在內層，具分泌功能，可分泌關節液包裹其內側的關節軟骨。

## 臨床意義
- 沾黏性肩關節囊炎，俗稱的五十肩，為肩關節囊的一種炎症[2]。

## 圖庫

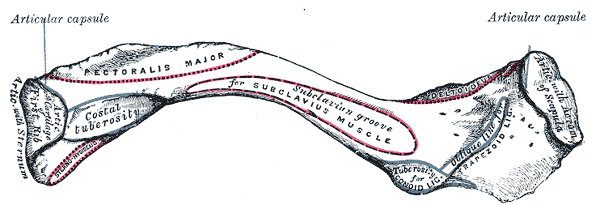
左側鎖骨，底側面。
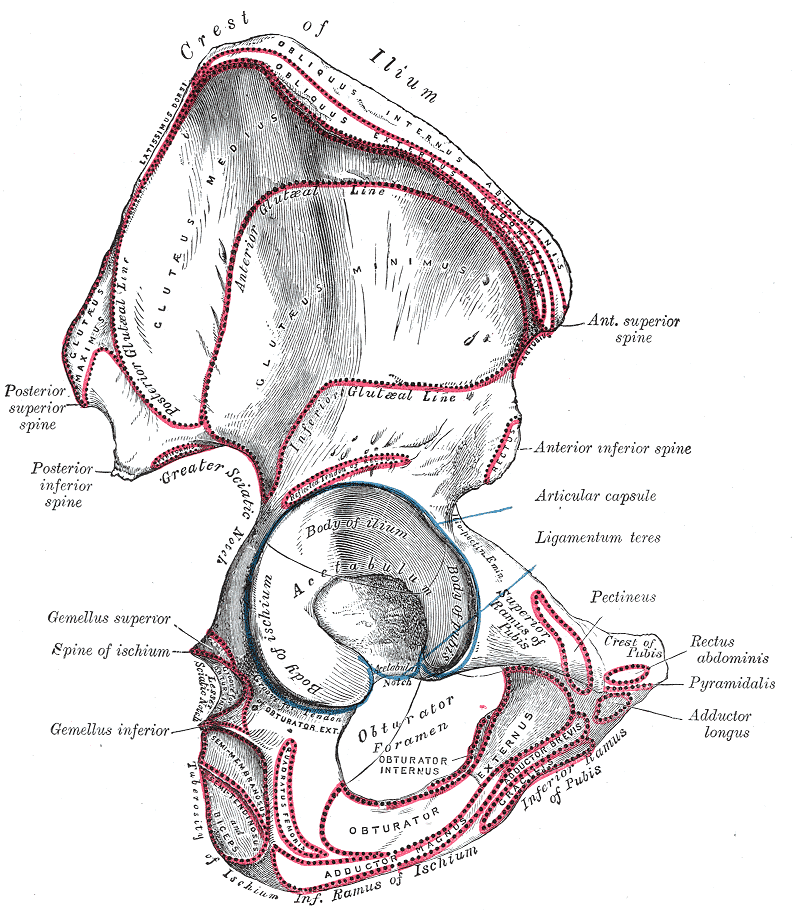
右髖關節，外側面。
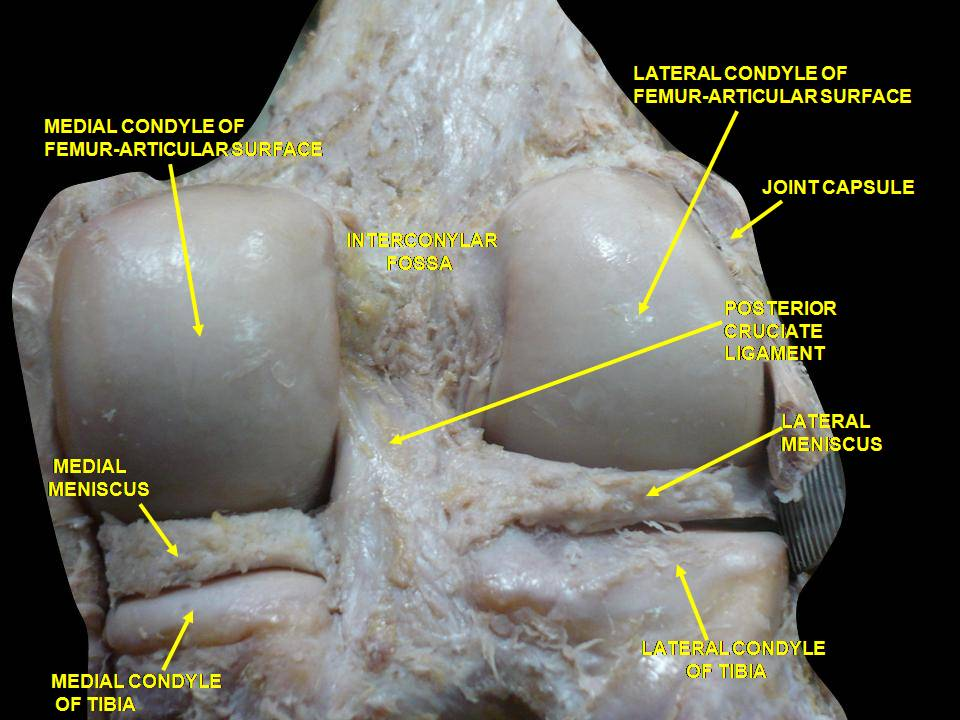
右膝伸展態，深層解剖圖，後側面。
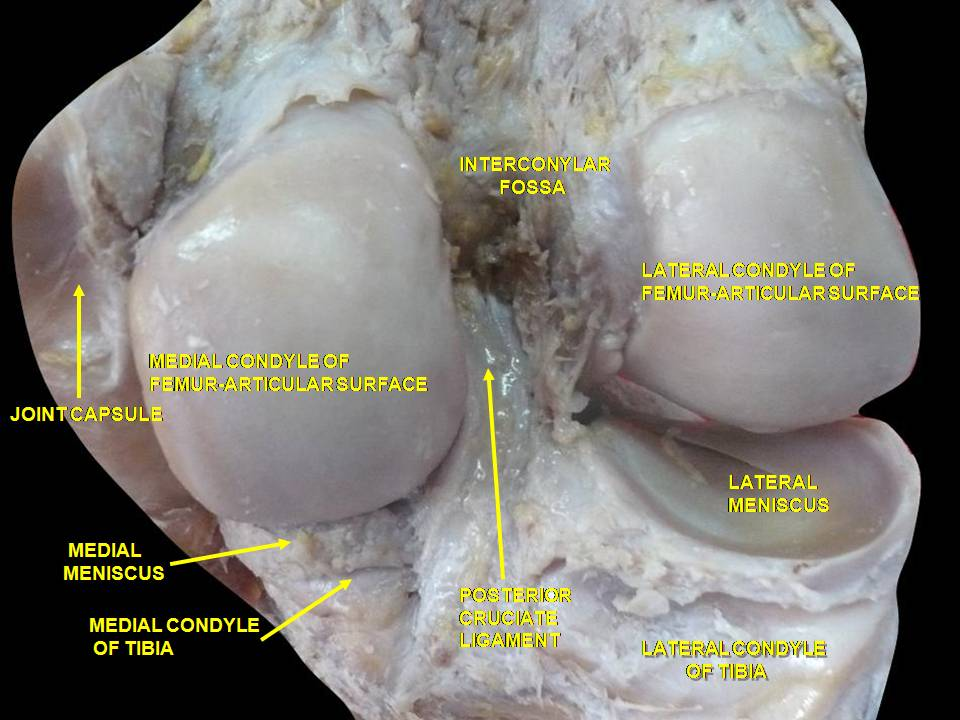
右膝伸展態，深層解剖圖，後側面。